# Maithili
El maithili és una llengua de la família de llengües indoàries parlada a parts de l'Índia i el Nepal. És originària de la regió de Mithila, que abasta parts dels estats indis de Bihar i Jharkhand, així com el Terai oriental del Nepal. És una de les 22 llengües reconegudes oficialment de l'Índia i la segona llengua més parlada al Nepal.Una vegada va ser descrita pel lingüista Sir George Abraham Grierson com la "llengua més dolça".
L'any 2003, el maithili va ser inclòs a la Vuitena Taula de la Constitució de l'Índia com a llengua índia reconeguda, la qual cosa permet que s'utilitzi en l'educació, el govern i altres contextos oficials a l'Índia. La llengua maithili s'inclou com a treball opcional a l'examen de la UPSC. El març de 2018, el maithili va rebre l'estatus de segona llengua oficial a l'estat indi de Jharkhand.
Gopal Jee Thakur del Partit Bharatiya Janata és el primer membre del Parlament, Lok Sabha que parla en llengua maithili al Parlament de l'Índia. Actualment és el diputat de Darbhanga.
La Comissió Lingüística del Nepal ha recomanat que el maithili es converteixi en llengua administrativa oficial a la província de Koshi i la província de Madhesh.
Es pot cursar la graduació (BA), curs de 3 anys i postgrau (MA), curs de 2 anys en Maithili de LNMU, Darbhanga.